# Cuthbert Alport, Baron Alport

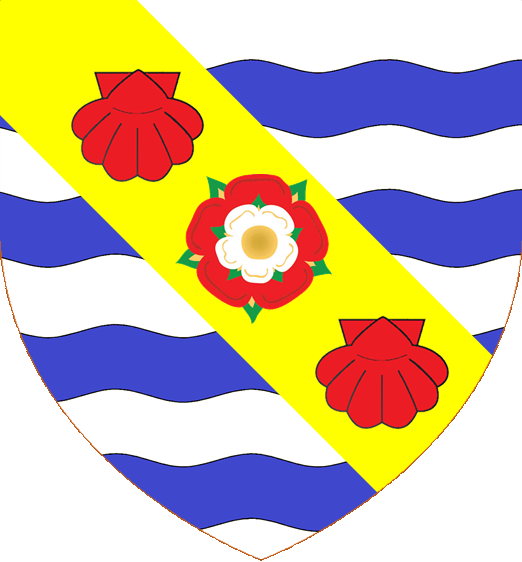
Wappenschild des Lord Alport

Cuthbert James McCall Alport, Baron Alport PC DL TD (* 22. März 1912; † 28. Oktober 1998) war ein britischer Politiker der Conservative Party, der elf Jahre lang Abgeordneter des House of Commons war und 1961 als Life Peer Mitglied des House of Lords wurde.

## Leben

### Lehrer, Offizier und Unterhausabgeordneter
Alport, Sohn des aus Südafrika stammenden Mediziners Arthur Cecil Alport, absolvierte nach dem Besuch des Haileybury College ein Studium am Pembroke College der University of Oxford, das er 1934 mit einem Bachelor of Arts (B.A.) abschloss. Nachdem er 1935 Präsident der Union Society an der University of Cambridge war, unterrichtete er zwischen 1935 und 1937 als Tutor am Ashridge College in Little Gaddesden und war anschließend von 1937 bis 1939 Assistenzsekretär der Bildungsabteilung der Conservative Party.
Nach Ausbruch des Zweiten Weltkrieges trat Alport 1939 seinen Militärdienst als Offizier der Royal Welch Fusiliers an und nahm nach seinem Wechsel zu den King’s African Rifles an Gefechtseinsätzen und Kampfhandlungen im Ostafrikafeldzug teil. Daneben studierte er am Pembroke College der University of Oxford und erwarb dort 1941 einen Abschluss als Master of Arts (M.A.). Nach einem weiteren Studium der Rechtswissenschaften erhielt er 1944 die anwaltliche Zulassung als Barrister bei der Anwaltskammer (Inns of Court) von Middle Temple. Er nahm danach jedoch seine militärische Tätigkeit wieder auf und diente zwischen 1944 und 1945 als Offizier im Generalstab des Ostafrikakommandos der British Army. Er stieg bis in den Rang eines Lieutenant-Colonel auf.
Nach Ende des Zweiten Weltkrieges war Alport, der 1949 mit der Territorial Decoration ausgezeichnet wurde, von 1945 bis 1950 Direktor des Politischen Zentrums der Conservative Party.
Bei den Unterhauswahlen am 23. Februar 1950 wurde Alport als Kandidat der Conservative Party für den Wahlkreis Colchester in Essex erstmals zum Abgeordneten in das House of Commons gewählt und vertrat diesen nach drei Wiederwahlen bis zum 28. Februar 1961.

### Juniorminister und Oberhausmitglied
Nach dem Amtsantritt von Anthony Eden als Premierminister wurde er im April 1955 von diesem zum Assistant Postmaster General ernannt und war als solcher bis Januar 1957 Vertreter von Postminister Charles Hill. Im Anschluss erfolgte seine Ernennung durch Premierminister Harold Macmillan zum Parlamentarischen Unterstaatssekretär beim Minister für Beziehungen zum Commonwealth of Nations (Secretary of State for Commonwealth Relations), Alec Douglas-Home. Zuletzt war Alport, der 1960 auch Privy Councillor wurde, zwischen 1959 und 1961 Staatsminister in Ministerium für Beziehungen zum Commonwealth und damit einer der engsten Mitarbeiter der Minister Alec Douglas-Home sowie zuletzt von Duncan Sandys.
Durch ein Letters Patent vom 16. Februar 1961 wurde Alport als Life Peer im Sinne des Life Peerages Act 1958 mit dem Titel Baron Alport, of Colchester in the County of Essex, in den Adelsstand erhoben und gehörte damit bis zu seinem Tod als Mitglied dem House of Lords an. In der Folgezeit war er zwischen 1961 und 1963 Hochkommissar in Rhodesien und Njassaland sowie später 1967 sowohl Sonderrepräsentant in Salisbury als auch High Steward von Colchester. Darüber hinaus fungierte er 1974 als Deputy Lieutenant von Essex.

## Veröffentlichungen
- Kingdoms in Partnership. 1937.
- Hope in Africa. 1952.
- The Sudden Assignment. 1967.